# Balbezit
Balbezit is een korte film uit 2007 zonder dialoog die is geproduceerd in het kader van Kort! 7. 

## Inhoud
Terwijl de rest van het team gezellig in de kantine zit, probeert de aanvoerder van een voetbalelftal na een wedstrijd zijn bal uit een vieze sloot te halen. 

## Rolverdeling
- Peter Heerschop: Willem
- Lorentz Teufer: Tom
- Ger van der Grijn: Boer